# Уэлдинг, Пит
Пит Уэ́лдинг (англ. Pete Welding, полное имя — Пи́тер Джон Уэ́лдинг, англ. Peter John Welding; 15 ноября 1935, Филадельфия, Пенсильвания, США — 17 ноября 1995, Алта-Лома, Калифорния, США) — американский музыкальный журналист, историк блюза, музыкальный продюсер (работал в жанрах джаз и блюз). Основатель блюзового лейбла Testament Records, продюсер на Capitol. Один из главных документалистов «блюзового возрождения» 1960-х.

## Биография
Питер Джон Уэлдинг родился 15 ноября 1935 года в Филадельфии, Пенсильвания.
В конце 1950-х Уэлдинг начал записывать (а также брать интервью) у блюзовых и госпел исполнителей Филадельфии (среди которых были Дуг Куоттлбаум и Блайнд Конни Уильямс) для радиопрограммы, посвященной народной музыке, которую он вёл на радиостанции WHYY. В 1959 году начал вести колонку под названием «Blues and Folk» в журнале Down Beat, которая стала одной из первых печатных медиа, посвящённых блюзу; в январе 1962 переехал в Чикаго, где уже получил должность редактора журнала (его интервью с Хаулином Вулфом и Сон Хаусом для Down Beat стали важным источником материала для историков блюза).
В Чикаго Уэлдинг разыскивал «непрофессиональных и более возрастных музыкантов», среди которых были Джимми Уокер, Джон Ли Грэндерсон, Тэд Боган, Карл Мартин, Джонни Янг, Джонни Шайнс и Флойд Джонс, а Биг Джо Уильямс часто у него работал в качестве скаута и агента по звукозаписи. В 1963 году основал лейбл Testament Records, который ориентировался на выпуск блюзовой музыки. Он записывал таких артистов, как Отис Спэнн, Джонни Шайнс, Дж. Б. Хатто, Эдди Тэйлор, Биг Джо Уильямс, Миссисипи Фред МакДауэлл, Роберт Найтхок и Джонни Янг. Среди 25 альбомов, выпущенных лейблом, выделяется первое издание записей Мадди Уотерса Down on Stovall's Plantation (1966), сделанных на плантации в 1940-х, и коллекция песен, написанных о смерти президента США Джона Ф. Кеннеди (Can't Keep from Crying). Записи Уэлдинга также выходили на лейблах Blue Note, Prestige, Storyville и Milestone.
Является автором многочисленных текстов для альбомов (в основном блюзовых) и статей для таких изданий как Down Beat, Blues Unlimited, Living Blues, Saturday Review, Rolling Stone и др., писал рецензии на книги, концерты и клубные джэмы. Как литературный редактор, Уэлдинг работал над книгами о блюзе и джазе. В середине 1960-х годов переехал в Калифорнию, где работал в качестве A&R-менеджера на студиях Epic, Playboy и ABC Records; позже в середине 1970-х годах стал руководителем A&R-отдела на Capitol Records. Был сопродюсером Бо Диддли на Chess Records в 1970-х. Спродюсировал такие серии альбомов как «Imperial Records Legendary Master Series» и «Capitol Blues Collection series».В 1991 году стал соредактором книги «Блюзлэнд: Портреты 12 главных мастеров блюза США».
Умер 17 ноября 1995 года у себя дома на ранчо Кукамонга в Алта-Ломе, Калифорния от сердечного приступа в возрасте 60 лет. В 1996 году был включён (посмертно) в Зал славы блюза в категории не-исполнителей. В 1997 году Йёргеном Антонссоном была составлена обширная библиография Уэлдинга.